# بیشائول-اونگاروو
بیشائول-اونگاروو (انگلیسی: Bishaul-Ungarovo) یک شهرک در شهرستان کارماسکالینسکی استان باشقیرستان کشور روسیه است.